# Килдеър
Вижте пояснителната страница за други значения на Килдеър.
Килдеър (на английски: Kildare; на ирландски: Cill Dara) е град в централната източна част на Ирландия. Намира се в графство Килдеър на провинция Ленстър на около 60 km западно от столицата Дъблин и на 19 km също западно от административния център на графството Нейс. Има жп гара. Катедралата на града е построена през 13 век. Населението му е 7538 жители от преброяването през 2006 г. 

## Спорт
Представителният футболен отбор на града носи името ФК Килдеър Каунти. Дългогодишен участник е в ирландските две най-горни нива Премиър лига и Първа дивизия.